# Canonne Farm British Cemetery
Canonne Farm British Cemetery is een Britse militaire begraafplaats met gesneuvelden uit de Eerste Wereldoorlog, gelegen in de Franse plaats Sommaing (Noorderdepartement). De begraafplaats ligt 1.600 meter ten zuidwesten van het dorpscentrum (gemeentehuis). Ze heeft een nagenoeg vierkant grondplan en is aan drie zijden omgeven door een natuurstenen muur. Het terrein ligt hoger dan het straatniveau en is bereikbaar via een 17-tal traptreden. Het Cross of Sacrifice staat bij de toegang aan het einde van de trap. De begraafplaats werd ontworpen door William Cowlishaw en wordt onderhouden door de Commonwealth War Graves Commission.
Er worden 64 slachtoffers herdacht waaronder 1 niet geïdentificeerde.

## Geschiedenis
De hier begraven slachtoffers zijn allen Britten en sneuvelden tussen 20 oktober en 7 november 1918 tijdens de gevechten van het geallieerde eindoffensief. Een van hen kon niet meer geïdentificeerd worden.

### Onderscheiden militairen
- Arthur Ernest Whitlock, sergeant bij het Royal Sussex Regiment en Thomas John Williams, sergeant bij Royal Warwickshire Regiment ontvingen de Military Medal (MM).